# Маслюк білий
Маслюк білий (Suillus placidus) — вид базидіомікотових грибів родини маслюкові (Suillaceae).

## Поширення
Росте у підстилці мішаних лісів з червня по листопад поруч з п'ятихвойними соснами, зустрічається в Європі, Канаді, Росії, Китаї. Найбільше плодоношення в період з кінця літа по ранню осінь. Виростає зазвичай невеликими групами.

## Опис
Діаметр шапинки становить 5-12 см, має опуклу, пізніше плоску або іноді увігнуту в центрі форму, на дотик гладка, гола і злегка слизова, колір шапинки білуватий, сірувато-білий, білувато-коричневий, по краях білувато-жовтий, в зрілості місцями з фіолетовим відтінком, може бути нерівномірно забарвлена, при натисканні забарвлюється в сіро-фіолетовий колір.
Трубчастий шар прирослий або злегка спадний, пори білі, білувато-жовті, пізніше лимонно жовті і нарешті оливково-жовті або жовтувато-коричневі, дрібні, округлі, з крапельками прозорої або білої рідини, після висихання якої утворюється буро-фіолетова зернистість. Трубочки мають висоту 5-11 мм.
Ніжка 3-8 см заввишки і 0,7-2 см завтовшки, циліндрична, суцільна, щільна, без кільця, колір ніжки білий, під капелюшком жовтуватий, у віці плямистий від червоно-фіолетово-бурої зернистості (має червонувато-коричневий рисунок).
М'якоть капелюшка м'яка і соковита, щільна, біла, світло-жовта, під шкіркою іноді фіолетова, має невиразний грибний смак і запах.
Споровий порошок має коричнево-охристий колір.
Спори розміром 7-11 × 3-4 мкм, еліпсоїдної форми.

## Екологія
Росте у змішаних лісах. Утворює мікоризу із соснами: в Європі з Pinus cembra, в Азії з Pinus sibirica, Pinus pumila, Pinus koraiensis та Pinus massoniana, в Північній Америці з Pinus strobus.

## Використання
Маслюк білий їстівний, хоча досить швидко піддається гниттю. Відбирають молоді гриби, які потрібно буде відразу зварити.